# IgG4相关性疾病
IgG4相关性疾病（英語：IgG4-related disease），缩写 IgG4-RD，以前称为IgG4相关全身性疾病（英語：IgG4-related systemic disease）是一类可在多种器官中发生的慢性、进行性的炎症疾病，并伴随着组织淋巴细胞浸润和浆细胞大量分泌IgG4以及不同程度的纤维化。约有 51–70% 的病人在急性期血清IgG4显著升高，因而得名。主要发病人群是中老年男性，口服糖皮质激素是此病的一线疗法。